# Уилтън (Ню Хампшър)
Уилтън (на английски: Wilton) е град в окръг Хилсбъроу, Ню Хампшър, Съединени американски щати. Намира се на 27 km югозападно от град Манчестър. Населението му е около 3700 души (2000).
Уилтън първоначално се нарича Салем-Канада и е създаден през 1735 от ветерани от масачузетския град Салем. От 1762 г. носи името Уилтън, като е наречен или на английския град Уилтън, или на известния английски скулптор Джоузеф Уилтън. През 18-19 век в града има текстилни фабрики, задвижвани от преминаващата през града река. Днес Уилтън е преди всичко жилищно предградие на Манчестър.

## Други
- В Уилтън е роден астрофизикът Чарлз Грийли Абът (1872-1973).